# Никархоев, Тимур Магомедович
Тиму́р Магоме́дович Никархо́ев (род. 11 марта 1993, Ачхой-Мартан, Чечня, Россия) — бельгийский профессиональный боксёр, чеченского происхождения. Среди профессионалов бывший чемпион Бельгии (2016—2017), чемпион мира среди молодёжи по версии WBC (2015—2017).

## Любительская карьера
Воспитанник калининградской школы бокса. Начинал спортивную карьеру с секции рукопашного боя. В 17 лет начал активно заниматься боксом под руководством Олега Кругова. Провёл на любительском уровне шестьдесят восемь боев, победив в пятидесяти шести.

## Профессиональная карьера
В 2013 году переехал в Бельгию, где по сей день успешно продолжает профессиональную карьеру.
В октябре 2019 года Никархоев в числе лучших боксёров Бельгии получил национальную награду «Золотая перчатка». На церемонии награждения присутствовал Жан-Поль Бельмондо.

## Статистика профессиональных боёв
В таблице перечислены результаты всех поединков боксёров.
В каждой строке указан результат поединка. Дополнительно номер поединка обозначен цветом, который обозначает итог поединка. Расшифровка обозначений и цветов представлена в нижеследующей таблице.
| Пример | Расшифровка                     |
| ------ | ------------------------------- |
|        | Победа                          |
|        | Ничья                           |
|        | Поражение                       |
|        | Планируемый поединок            |
|        | Поединок признан несостоявшимся |
| КО     | Нокаут                          |
| ТКО    | Технический нокаут              |
| PTS    | Решение судей (по очкам)        |
| UD     | Единогласное решение судей      |
| MD     | Решение большинства судей       |
| SD     | Раздельное решение судей        |
| RTD    | Отказ от продолжения боя        |
| DQ     | Дисквалификация                 |
| NC     | Поединок признан несостоявшимся |

| Бой | Результат | Дата                  | Соперник             | Место проведения           | Раунд | Метод                    | Примечание                                                                          |
| --- | --------- | --------------------- | -------------------- | -------------------------- | ----- | ------------------------ | ----------------------------------------------------------------------------------- |
| 29  | Победа    | 1 ноября 2022 года    | Садок Себги          |                            | 6/6   | Единогласное решение     |                                                                                     |
| 28  | Победа    | 23 апреля 2022 года   | Садок Себги          |                            | 6/6   | Единогласное решение     |                                                                                     |
| 27  | Победа    | 25 февраля 2022 года  | Майкл Обин           |                            |       | Единогласное решение     |                                                                                     |
| 26  | Поражение | 28 марта 2021 года    | Малик Зинад          |                            |       | Нокаут                   | Бой за вакантный титул чемпиона по версии IBO Inter-Continental в полутяжёлом весе. |
| 25  | Победа    | 1 февраля 2020 года   | Бека Адуашвили       | Бельгия, Ла-Лувьер         | 2/6   | Нокаут                   |                                                                                     |
| 24  | Поражение | 6 июля 2019 года      | Игорь Михалкин       | Германия, Нойграбен-Фишбек | 12/12 | Единогласное решение     | Бой за титул временного чемпиона мира по версии IBO.                                |
| 23  | Победа    | 5 апреля 2019 года    | Геард Аетович        | Бельгия, Шарлеруа          | 8/8   | Единогласное решение     |                                                                                     |
| 22  | Победа    | 9 февраля 2019 года   | Валентин Зброжек     | Бельгия, Хестре            | 6/6   | Единогласное решение     |                                                                                     |
| 21  | Победа    | 15 декабря 2018 года  | Гийермо Рубен Андино | Бельгия, Шарлеруа          | 4/8   | Технический нокаут       |                                                                                     |
| 20  | Победа    | 19 мая 2018 года      | Сергей Демченко      | Бельгия, Шарлеруа          | 8/10  | Технический нокаут       | Выиграл вакантный титул чемпиона IBO.                                               |
| 19  | Победа    | 16 декабря 2017 года  | Михал Людвичак       | Бельгия, Шарлеруа          | 8/7   | Технический нокаут       |                                                                                     |
| 18  | Победа    | 30 сентября 2017 года | Бассам Белхир        | Бельгия, Алст              | 6/6   | Единогласное решение     |                                                                                     |
| 17  | Победа    | 3 июня 2017 года      | Хорхе Ортис          | Бельгия, Фрамри            | 2/6   | Нокаут                   |                                                                                     |
| 16  | Поражение | 29 апреля 2017 года   | Жозеф Мулема         | Франция, Энен-Бомон        | 4/8   | Отказ от продолжения боя |                                                                                     |
| 15  | Победа    | 31 марта 2017 года    | Фарук Даку           | Бельгия, Гент              | 5/8   | Технический нокаут       |                                                                                     |
| 14  | Победа    | 10 февраля 2017 года  | Мохамед Эль Ачи      | Бельгия, Рооздаль          | 2/10  | Технический нокаут       | Защита титула чемпиона Бельгии.                                                     |
| 13  | Победа    | 12 ноября 2016 года   | Йожеф Рац            | Бельгия, Намюр             | 6/6   | Единогласное решение     |                                                                                     |
| 12  | Победа    | 15 октября 2016 года  | Эварист Кабонго      | Бельгия, Тьё               | 5/10  | Технический нокаут       | Бой за титул чемпиона Бельгии.                                                      |
| 11  | Поражение | 23 июля 2016 года     | Авни Йылдырым        | Германия, Берлин           | 5/8   | Технический нокаут       |                                                                                     |
| 10  | Победа    | 29 мая 2016 года      | Зура Мекерешвили     | Бельгия, Тьё               | 8/8   | Единогласное решение     |                                                                                     |
| 9   | Победа    | 29 апреля 2016 года   | Марк Де Бонт         | Бельгия, Гент              | 5/8   | Нокаут                   |                                                                                     |
| 8   | Победа    | 13 февраля 2016 года  | Янош Васс            | Бельгия, Анген             | 1/6   | Нокаут                   |                                                                                     |
| 7   | Победа    | 12 декабря 2015 года  | Рамази Гогичашвили   | Бельгия, Тьё               | 5/10  | Отказ от продолжения боя | Бой за титул чемпиона мира среди молодежи по версии WBC.                            |
| 6   | Победа    | 1 ноября 2015 года    | Ахмед Эль Гхоулбзури | Бельгия, Изегем            | 6/6   | Нокаут                   |                                                                                     |
| 5   | Победа    | 16 мая 2015 года      | Мустафа Стайн        | Бельгия, Тьё               | 2/8   | Отказ от продолжения боя |                                                                                     |
| 4   | Победа    | 2 мая 2015 года       | Ионут Страчинару     | Бельгия, Кольфонтен        | 5/6   | Технический нокаут       |                                                                                     |
| 3   | Победа    | 4 апреля 2015 года    | Антонио Мануэль      | Бельгия, Ребек             | 6/6   | Единогласное решение     |                                                                                     |
| 2   | Победа    | 14 марта 2013 года    | Габор Зсалек         | Бельгия, Шарлеруа          | 2/4   | Нокаут                   |                                                                                     |
| 1   | Победа    | 20 декабря 2014 года  | Золтан Бенедек       | Бельгия, Флобек            | 1/4   | Технический нокаут       |                                                                                     |